# Hessenhuis

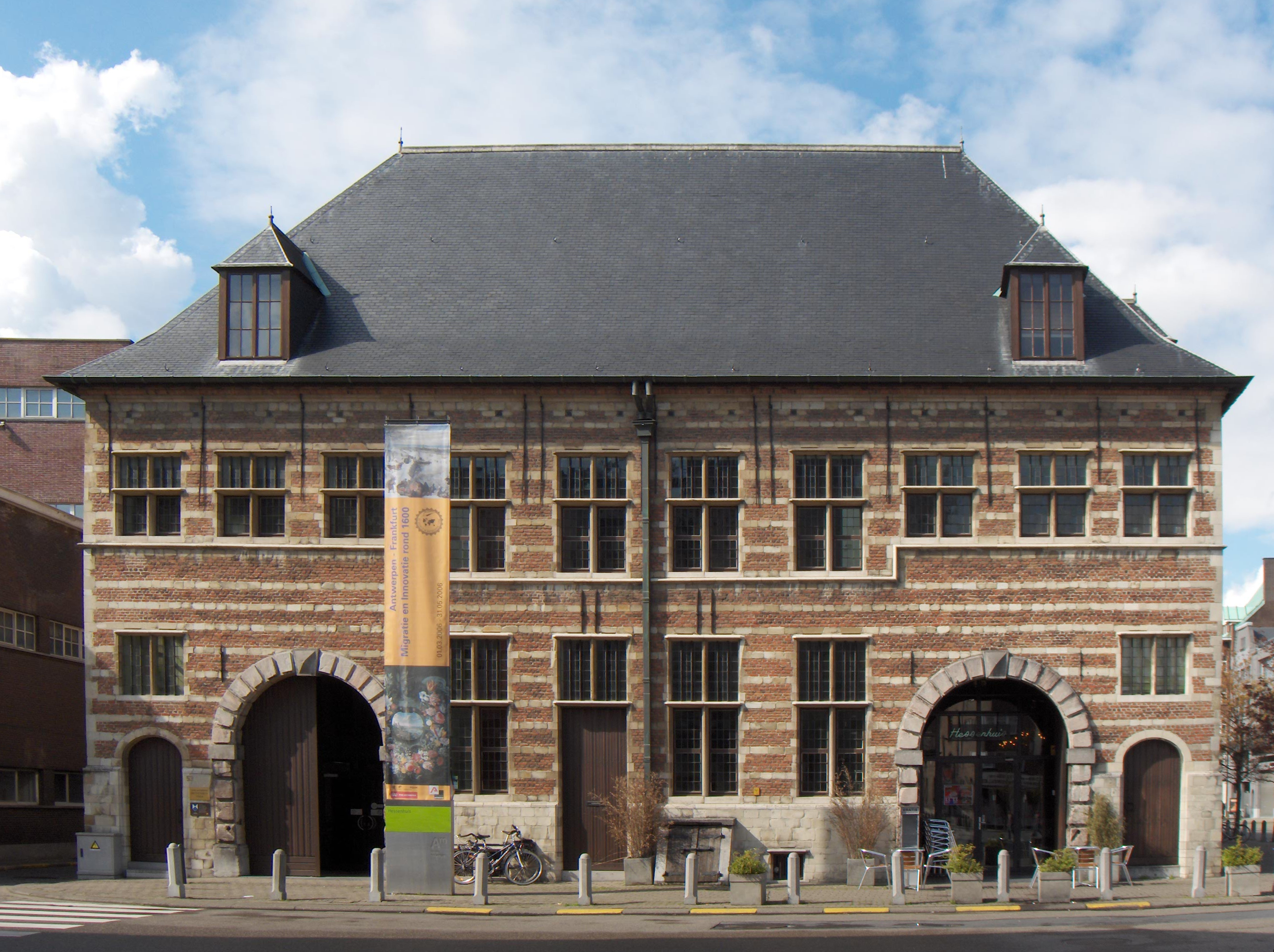
Hessenhuis

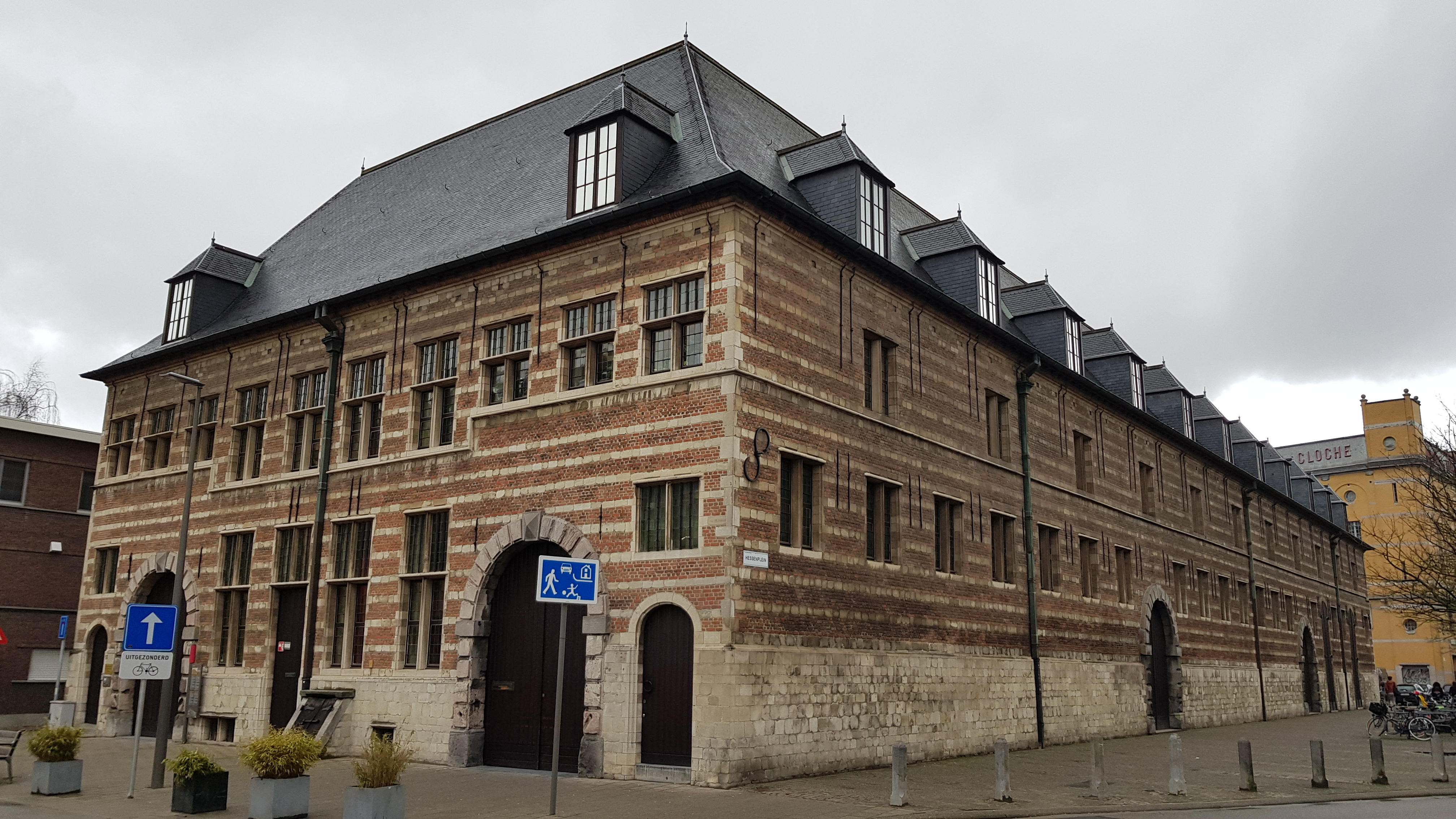
Hessenhuis

Het Hessenhuis is een historisch gebouw in Noord-Antwerpen, aan het gelijknamige Hessenplein, de Oude Leeuwenrui, de Stijfsel- en Falconrui, en Hessenbrug, die verbinding geeft met de Paardenmarkt. Tegenwoordig zijn er een tentoonstellingsruimte en een homocafé gevestigd.
Het Hessenhuis is een renaissance-bouwwerk dat in 1564 voltooid werd, onder impuls van de gegoede investeerder Anna Janssens. In de 16e eeuw werd ze net zoals het Hanze- of Oostershuis door de stad opgericht op verzoek van de Duitse kooplieden uit Frammersbach. Op de gelijkvloerse verdieping waren de stallen en magazijnen: de voerlieden logeerden op de eerste verdieping en de wagens werden op het ruime plein geparkeerd. Aan de muren zijn nog de ringen, waar men de paarden aan hun teugels vastbond.
Na Antwerpens gouden handelstijden deed het gebouw dienst als protestantse bidplaats, kazerne, brandweerpost, stadsmagazijn en werkplaats.
Na de restauratiewerken werd het gebouw in 1975 een ruimte voor tijdelijke exposities. Hier hing onder meer het schilderijportret van de grondspeculant en stedenbouwkundige Gilbert van Schoonbeke, de bedenker van de vlieten en het hieruit ontstaan van het Eilandje. In 2011 is de collectie overgegaan naar het MAS Museum aan de Stroom.
Daarnaast is in het Hessenhuis een homocafé gevestigd, dat in 1993 werd geopend door Ludo Smits, die later ook andere homo-uitgaansgelegenheden uitbaatte. De zaak in het Hessenhuis heeft overdag een gemengd publiek, maar als er 's avonds DJs draaien trekt het hoofdzakelijk homoseksuelen.